# Boletín informativo
Un boletín informativo es una publicación distribuida de forma regular, centrada en un tema principal. Varios boletines son publicados por asociaciones, negocios y empresas para proporcionar información de interés a sus miembros o trabajadores del mismo plantel. Su extensión es variable y puede tener muchas funciones.

## Boletines informativos
Un boletín informativo es una publicación distribuida de forma regular, centrada en un tema principal y puede tener varias funciones.
Con la aparición de internet, los boletines informativos han encontrado un campo en el que se han convertido en una herramienta estrella: la publicidad por correo electrónico.
La captación de suscriptores para una lista de correo a través de la cual enviar un boletín informativo (conocido también como newsletter) gratis a los suscriptores es probablemente la técnica más importante que existe a día de hoy en la publicidad por correo electrónico. No en vano, es común la frase en el sector de que «el dinero está en la lista».
Esto es así por varias razones. 
1. Es un canal que, bien usado, permite construir una relación de confianza con el suscriptor que puede ser la base de futuras ventas.
2. La calidad como lectores/clientes de las personas suscritas suele ser superior a los lectores esporádicos que encuentran llegan al sitio web, por ejemplo, a través de los buscadores.
3. Porque es un activo que el autor de la lista tiene bajo su total control, a diferencia, por ejemplo, de los seguidores en redes sociales como Facebook o Twitter.

### Proceso de creación
A la hora de crear un boletín informativo correctamente tendremos que seguir una serie de pasos para cumplir con la legalidad y que el sistema funcione correctamente.
- Cumplir con la legalidad.[1]
- Crear un sistema de boletín automatizado.
- Llevar un análisis de cada boletín enviado.
- Segmentar.

## Boletines periodísticos
Estos boletines son un producto de creciente importancia periodística, tanto para los medios de comunicación digitales como para el periodismo autónomo. Son un canal propicio para la curación de contenidos, uno de los servicios considerados más relevantes en el periodismo digital del siglo XXI.
Durante la pandemia mundial por COVID-19 se incrementó el consumo de boletines y alertas informativas a través del correo electrónico por parte de los usuarios, poniendo de manifiesto una tendencia creciente en el periodismo actual hacia la especialización y la personalización.